# Lepidoniscus germanicus
Lepidoniscus germanicus är en kräftdjursart som först beskrevs av Karl Wilhelm Verhoeff 1896.  Lepidoniscus germanicus ingår i släktet Lepidoniscus och familjen Philosciidae.

## Underarter
Arten delas in i följande underarter:
- L. g. carniloensis
- L. g. germanicus
- L. g. illyricus